# Districtul Hameln-Pyrmont
Districtul Hameln-Pyrmont este un district rural (în germană Landkreis) în Landul Saxonia Inferioară, Germania.